# Lake Coolmunda
Lake Coolmunda är en sjö i Australien. Den ligger i delstaten Queensland, omkring 210 kilometer sydväst om delstatshuvudstaden Brisbane. Lake Coolmunda ligger 310 meter över havet. Arean är 14,2 kvadratkilometer. Den sträcker sig 8,1 kilometer i nord-sydlig riktning, och 3,7 kilometer i öst-västlig riktning.
I omgivningarna runt Lake Coolmunda växer huvudsakligen savannskog. Trakten runt Lake Coolmunda är nära nog obefolkad, med mindre än två invånare per kvadratkilometer. Genomsnittlig årsnederbörd är 830 millimeter. Den regnigaste månaden är januari, med i genomsnitt 176 mm nederbörd, och den torraste är augusti, med 23 mm nederbörd.